# Aeropuerto Halim Perdanakusuma
El aeropuerto Halim Perdanakusuma (indonesio: Bandar Udara Halim Perdanakusuma) (código IATA: HLP, código OACI: WIHH) es un aeropuerto localizado en Yakarta Oriental, Indonesia, y fue el principal aeropuerto de la ciudad hasta la inauguración del aeropuerto Internacional Soekarno-Hatta en Tangerang en 1985. Hasta entonces, sirvió todas las rutas internacionales de Yakarta. 
El aeropuerto toma su nombre del sub-mariscal de vuelo Halim Perdanakoesoema, un aviador indonesio. El aeropuerto es ahora una importante base aérea de la Fuerza Aérea del Ejército Nacional de Indonesia, y sede de la mayoría de sus escuadrones importantes, como el 31.er escuadrón aéreo y el 17º escuadrón VIP aéreo.

## Aerolíneas y destinos

### Pasajeros
| Aerolíneas | Destinos |
| ---------- | --- |
| Batik Air  | Denpasar, Malang, Medan, Palembang, Pekanbaru, Semarang, Solo, Surabaya, Yogyakarta–Internacional                            |
| Citilink   | Balikpapan, Denpasar, Malang, Medan, Padang, Palembang, Pekanbaru, Semarang, Silangit, Solo, Surabaya, Yogyakarta–Adisucipto |
| Susi Air   | Bandung–Sastranegara, Pangandaran                                                                                            |

1. ↑  «Soekarno-Hatta must be expanded to meet passenger demand» (en inglés). The Jakarta Post. 1 de septiembre de 2010. Archivado desde el original el 17 de agosto de 2015. Consultado el 16 de febrero de 2013.
2. ↑  Media, Kompas Cyber (29 de diciembre de 2023). «Penerbangan Susi Air Rute Bandung-Pangandaran Dibuka Mulai Hari Ini». KOMPAS.com (en indonesio). Consultado el 16 de enero de 2024.
3. ↑  Pangandaran es continuación del vuelo a Bandung–Sastranegara con el mismo número

### Carga
| Aerolíneas          | Destinos             |
| ------------------- | -------------------- |
| Asia Cargo Airlines | Balikpapan, Singapur |
| Cardig Air          | Balikpapan, Singapur |

## Accidentes e incidentes notables
- El 24 de junio de 1982, el vuelo 9 de British Airways, un Boeing 747-200, voló a través de una nube de ceniza volcánica procedente de la erupción del monte Galunggung, causando el fallo de los cuatro motores.[1] La tripulación dirigió el avión a Yakarta y aterrizó sin incidentes.
- El 9 de mayo de 2012, un Sukhoi Superjet 100 que llevaba 45 personas desapareció durante un vuelo de demostración para posibles compradores y periodistas.[2] El Sukhoi Superjet 100 despegó del Halim Perdanakusuma con dirección a Pelabuhan Ratu, Sukabumi, Java Oriental, a las 2:21pm. Ek avión se estrelló en el monte Salak, ninguna de las 45 personas a bordo sobrevivió.
- El 21 de junio de 2012, un Fokker F-27 de la Fuerza Aérea del Ejército Nacional de Indonesia se estrelló durante el aterrizaje y golpeó un complejo residencial cerca del aeropuerto.
- El 4 de abril de 2016, el vuelo 7703 de Batik Air, un Boeing 737-800, choca con un ATR 42 en la pista del Aeropuerto Halim Perdanakusma; ambos aviones sufren daños sustanciales, pero los 60 ocupantes de las dos aeronaves sobreviven.